# 最終便
最終便（さいしゅうびん）とは、鉄道、路線バス、航空、船舶など定期運行を行う公共交通機関の当日最終の便または、廃止される前の最後の便のことである。対義語は始発便。

## 鉄道
鉄道の場合、最終便という言葉は使われず、最終電車または終電車（略して終電）、終発と呼ばれる。対義語は始発または始発列車。鉄道はその接続が重要視されるため、終電接続の時刻を調べることができるウェブサイトも存在する。

## 路線バス

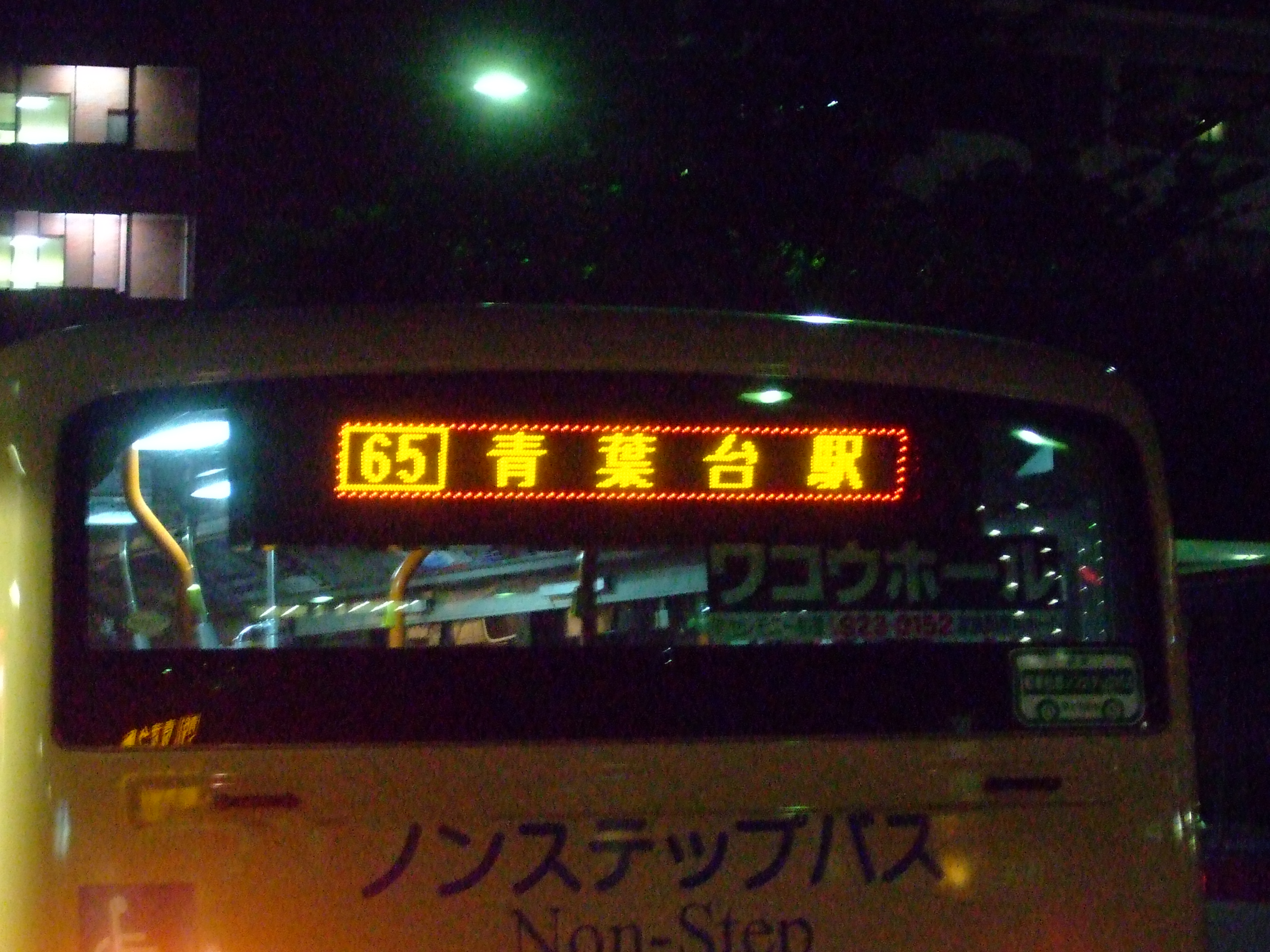
最終便の方向幕の一例（横浜市営バス）

路線バスの最終便は「終バス」とも呼ばれる。事業者によって最終便であることを知らせるために方向幕を照らすランプの色を変えたり、LED幕の場合は行先と交互に「最終」と表示させるか、赤線で囲んだりすることがある。このことから、最終バスのことを赤バスと呼ぶこともある。また、乗客の便宜のために最終バスの時刻を特に案内することもある。
- 京都市営バス - ロール幕車のみ最終は方向幕を赤ランプ、最終一本前は緑ランプで照らす[2]。
- 大阪市営バス - ロール幕車では方向幕を赤ランプで照らし、LED幕車では終との表示を出す。
- 都営バス、横浜市営バス - 方向幕を赤ランプで照らし、LED幕では赤で囲む。